# Ніколь Мейнс
Ніколь Мейнс (англ. Nicole Maines, нар. 7 жовтня 1997, Гловерсвілл, Нью-Йорк, США) — американська акторка, письменниця та активістка за права трансгендерів. До своєї акторської кар'єри вона була анонімним позивачем у справі Верховного судового суду штату Мен «Доу проти регіонального шкільного підрозділу 26», у якій вона стверджувала, що її шкільний округ не міг відмовити їй у доступі до жіночої ванна кімната для трансгендерів. Суд постановив у 2014 році, що заборона учням-трансгендерам відвідувати шкільну ванну кімнату відповідно до їхньої гендерної ідентичності є незаконною, це перше подібне рішення суду штату.

## Фільмографія
| Рік       |    | Українська назва               | Оригінальна назва              | Роль       |
| --------- | -- | ------------------------------ | ------------------------------ | ---------- |
| 2015      | с  | Дорогий доктор                 | Royal Pains                    | Анна       |
| 2018—2021 | с  | Супердівчина                   | Supergirl                      | Нія Нал    |
| 2019      | ф  | Біт                            | Bit                            | Лорел      |
| 2020      | с  | Легенди завтрашнього дня       | Legends of Tomorrow            | Нія Нал    |
| 2021      | вг | Tom Clancy's Rainbow Six Siege | Tom Clancy's Rainbow Six Siege | Оса        |
| 2022      | ф  | Барбі і мертві                 | Darby and the Dead             | Пайпер     |
| 2022      | с  | Приємні клопоти                | Good Trouble                   | Ліза Девіс |
| 2023      | с  | Шершні                         | Yellowjackets                  | Ліза       |
| 2023      | с  | Флеш                           | The Flash                      | Нія Нал    |